# Louis de Compiègne de Veil
Louis de Compiègne de Veil (1637 - c. 1700 ) est un hébraïste français du XVIIe siècle.

## Biographie
Fils du rabbin David Veil, Louis Veil naît en 1637 à Metz, ville du Saint-Empire, sous protectorat français depuis le siège de 1552. Encouragée par les autorités françaises, une communauté juive s'était installée dans la cité, autour d'une nouvelle synagogue, proche de Saint-Ferroy, probablement avant son institution officielle par le duc d'Epernon en 1614. La communauté, majoritairement issue d'Europe centrale et orientale, était placée sous la protection des autorités royales, qui y voyaient une nouvelle source d'approvisionnement pour les troupes françaises, en chevaux, blé et fourrage. Dès son plus jeune âge, Louis Veil apprend l'hébreu, mais aussi le syriaque et l'arabe.
Esprit pragmatique, il décide, avec son frère Charles-Marie (1630-1685), de se convertir au christianisme, la religion dominante dans le royaume de France. Lors de son baptême, en 1655, il obtient le parrainage de Louis XIV et de son épouse, probablement grâce à l'intervention de Bossuet. Signant alors ses ouvrages sous le pseudonyme « Compiègne de Veil », il édite plusieurs traductions latines de traités hébraïques, acquérant bientôt une renommée internationale.
En 1679, Louis de Compiègne de Veil passe au service de Charles II d'Angleterre et se convertit, opportunément, à l'anglicanisme. Sur la fin de sa vie, il se définira comme « Natif de Metz, Hébreu de nation, fils de rabbi David Veil et chrétien par la grâce de Dieu ».

## Sources
- Jean-Bernard Lang ; Anne-Elisabeth Spica (sous la direction de) : Les Juifs de Metz à l'époque de Bossuet: une communauté en devenir, in Bossuet À Metz (1652-1659): Les années de formation et leurs prolongements, Actes du colloque international de Metz, 1-22 mai 2004, Peter Lang, 2005.